# Sanoe Lake
Sanoe Lake (Kauai, 19 maggio 1979) è una modella, surfista e attrice statunitense, di discendenza hawaiana, giapponese e inglese.
Il nome "Sànoe" significa "Nebbia di Montagna".

## Filmografia
- Blue Crush (2002) - Lena
- Cruel World (2005) - Ruby
- Rolling (2007) - Rain
- Half-Life (2008) - Pamela Wu
- Creature of Darkness (2009) - Gina

## Altre apparizioni
- Nel video musicale Stella dei Jam & Spoon - (1999)